# Calitja

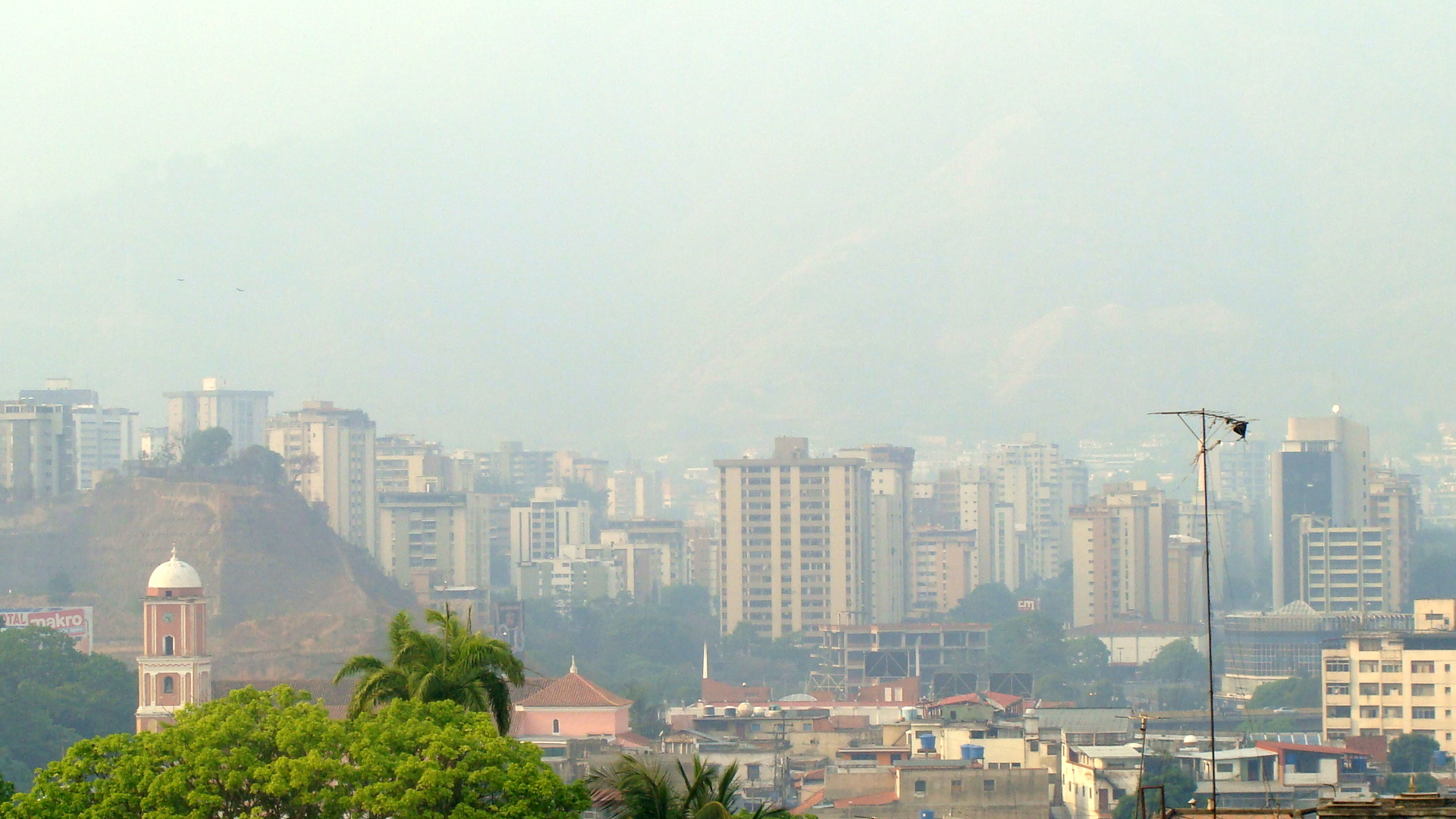
Calitja a l'est de Caracas produïda pels incendis a la Serralada de la Costa, el 26 de març de 2010

La calitja o calima és un fenomen meteorològic consistent en la presència a l'atmosfera terrestre de partícules molt petites és d'un groc brut o roig-groguenc. Visualment, aquest és el tret que la diferencia de la boirina, que és grisenca.
El poder calorífic del sol no dispersa la calitja, com sí que ho fa amb la boirina i la boira, al contrari, sovint la reforça, ja que l'aire s'enterboleix no tan sols mecànicament per efecte del polsim, sinó que també s'enterboleix òpticament pel creuament de capes d'aire que s'aixequen del sòl a impulsos de calor, a les quals se’ls trenquen els raigs lluminosos, i s'afebleixen.

## Observació
Dona un aspecte fumat a l'aire que en determina una de les principals característiques. La visibilitat horitzontal està compresa entre 1 i 10 km. És un fenomen típicament estival sovint l'únic ressenyable en jornades molt caloroses. La humitat de l'aire és inferior al 70% en zones seques i allunyades del mar. En les costes i zones d'influència marítima el llindar se situaria per sota del 80%. Sovint és difícil distingir la calitja de la boirina i tot i que les petites diferències de coloració hi poden ajudar, no és del tot fiable la diferència de color. El millor sistema és disposar d'aparell enregistrador d'humitat relativa. En cas contrari, hi poden haver altres signes que puguin resoldre el dubte, per exemple, la manca de núvols baixos és senyal que el fenomen observat és la calitja.

## Comparació amb fenòmens meteorològics similars
Tot i que no poden establir uns valors perfectament diferenciats entre si pel que fa a l'escala de fenòmens atmosfèrics relatius a la contaminació de l'aire, la taula següent ens ofereix una informació aproximada i convencional que sol prendre en els registres atmosfèrics a fins d'establir diferents tipus de pronòstics meteorològics.
| Meteor  | Visibilitat | Humitat | Aerosol            |
| ------- | ----------- | ------- | ------------------ |
| Boira   | <1 km       | 90-100% | Aigua o gel        |
| Boirina | 1 a 10 km   | 80-90%  | Aigua o gel        |
| Pluja   | <3 km       | 100%    | Aigua o gel        |
| Plugim  | <1 km       | 100%    | Aigua o gel        |
| Calitja | >2 km       | < 80%   | Partícules sòlides |
| Broma   | <2 km       | < 80%   | Partícules sòlides |

## Símbol meteorològic
| Símbol | Nombre | English description | Descripció en català | Deutsche Beschreibung |
| ------ | ------ | ------------------- | -------------------- | --------------------- |
| Calima | 05     | Haze                | Calitja              | Trockener Dunst       |